# Fuad Hassan

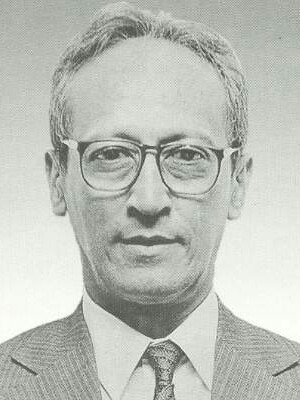
Fuad Hassan

Fuad Hassan (* 26. Juni 1929 in Semarang; † 7. Dezember 2007 in Jakarta) war ein indonesischer Politiker.

## Leben
Hassan hat an der Universitas Indonesia Psychologie studiert. Später fungierte er als Botschafter seines Landes in Ägypten. Von 1985 bis 1993 war er im vierten und fünften Kabinett unter Präsident Suharto Minister für Bildung und Kultur.
Seit 2005 litt Fuad Hassan an Lungenkrebs. Am 7. Dezember 2007 starb der Politiker im Cipto Mangunkusumo Krankenhaus in Jakarta im Alter von 78 Jahren.

## Auszeichnungen
- 1992: Großes Goldenes Ehrenzeichen am Bande für Verdienste um die Republik Österreich[2]